# Pezzana
Pezzana (piemontesisch Psan-a) ist eine italienische Gemeinde in der Provinz Vercelli (VC), Region Piemont.

## Lage und Einwohner
Pezzana liegt knapp 10 km östlich von Vercelli. Die Nachbargemeinden sind Asigliano Vercellese, Caresana, Palestro (PV), Prarolo, Rosasco (PV) und Stroppiana. Das Gemeindegebiet umfasst eine Fläche von 17 km² und hat 1284 Einwohner (Stand 31. Dezember 2023).